# Puerto Ricó-i aratinga
A Puerto Ricó-i aratinga (Psittacara maugei) a madarak (Aves) osztályának a papagájalakúak (Psittaciformes) rendjébe, ezen belül a papagájfélék (Psittacidae) családjába tartozó faj.

## Rendszerezése
A fajt Charles de Souancé francia ornitológus írta le 1856-ban. Egyes szervezetek a karibi aratinga (Psittacara chloropterus) alfajaként kezelik (Psittacara chloropterus maugei).

## Előfordulása
Puerto Rico területén, Mona szigetén volt honos.

## Természetvédelmi helyzete
A Természetvédelmi Világszövetség Vörös listáján nem szerepel. Kihalt az 1800-as évek közepére.